# Ampliación Palma Sola
Ampliación Palma Sola är en ort i Mexiko.   Den ligger i kommunen Chicontepec och delstaten Veracruz, i den sydöstra delen av landet, 210 km nordost om huvudstaden Mexico City. Ampliación Palma Sola ligger 113 meter över havet och antalet invånare är 153.
Terrängen runt Ampliación Palma Sola är platt norrut, men söderut är den kuperad. Runt Ampliación Palma Sola är det ganska tätbefolkat, med 65 invånare per kvadratkilometer. Närmaste större samhälle är Vegas de la Soledad y Soledad Dos, 5,8 km öster om Ampliación Palma Sola. Trakten runt Ampliación Palma Sola består till största delen av jordbruksmark.